# 陈秋
陈秋，中华人民共和国政治人物、全国脱贫攻坚先进个人。

## 生平
陈秋任贵州医科大学医学检验学院学生管理科科长。因在脱贫攻坚战中作出突出贡献，2021年2月25日全国脱贫攻坚总结表彰大会上，陈秋被授予“全国脱贫攻坚先进个人”。